# Santa Lucía, Sinaloa
Santa Lucía är en ort i Mexiko.   Den ligger i kommunen Concordia och delstaten Sinaloa, i den centrala delen av landet, 800 km nordväst om huvudstaden Mexico City. Santa Lucía ligger 1 182 meter över havet och antalet invånare är 569.
Terrängen runt Santa Lucía är kuperad åt nordväst, men åt sydost är den bergig. Runt Santa Lucía är det glesbefolkat, med 15 invånare per kvadratkilometer. Santa Lucía är det största samhället i trakten. I omgivningarna runt Santa Lucía växer i huvudsak lövfällande lövskog.